# Colombiadopping

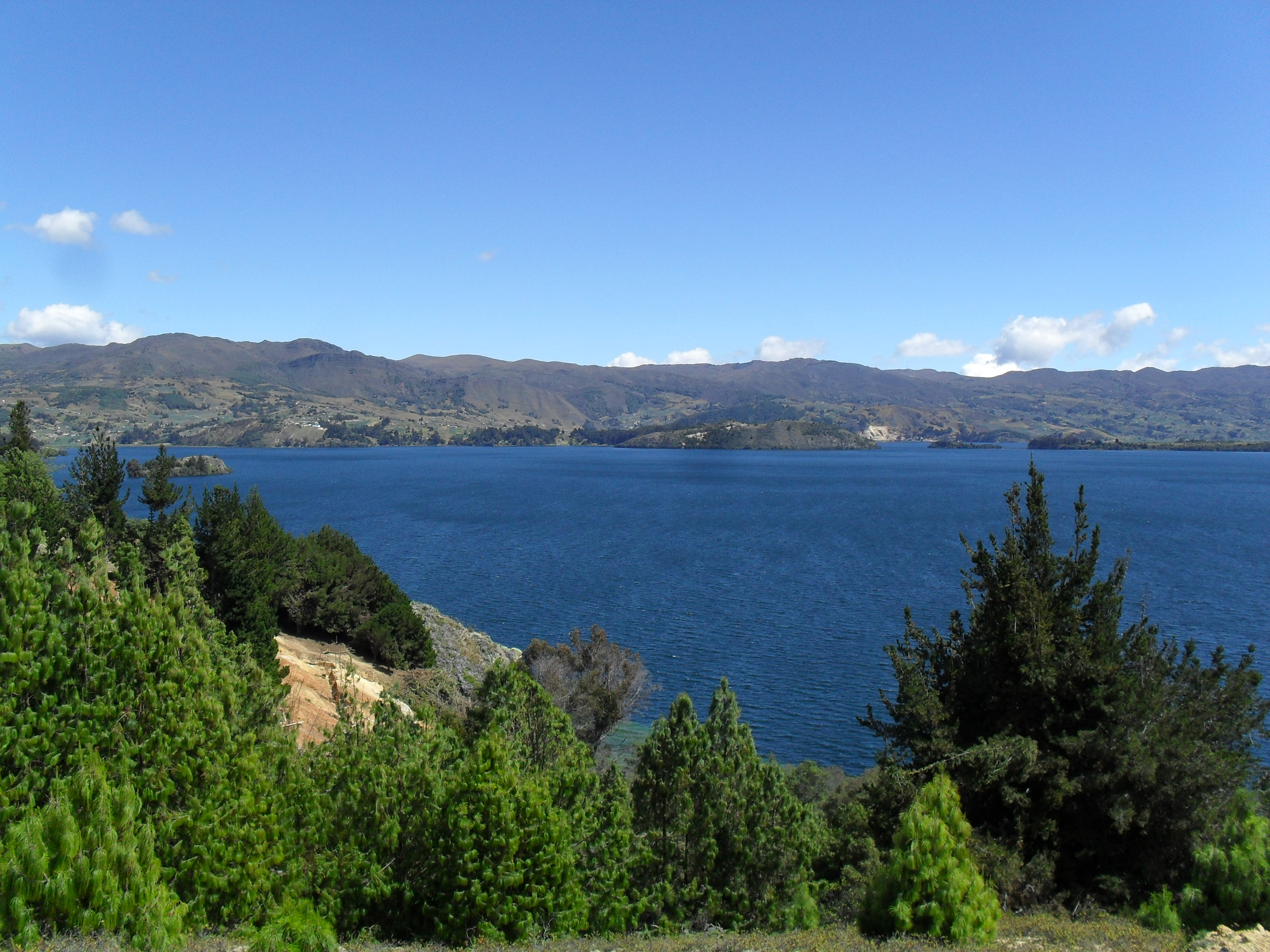
Så sent som 1945 var arten mycket vanlig i Totasjön i Colombia.

Colombiadopping (Podiceps andinus) är en utdöd fågel i familjen doppingar inom ordningen doppingfåglar. Den förekom tidigare i Anderna i Colombia. Arten är försvunnen, senast rapporterad 1977. IUCN kategoriserar arten som utdöd.